# علی میلانی (بازیگر)
علی (اکبر) میلانی متولد ۲۷ خرداد ۱۳۳۲ بازیگر تئاتر، سینما، تلویزیون و صداپیشه ایرانی است. با وجود ایفای نقش در نمایشها، فیلمها و سریالهای تلویزیونی گوناگون، علاقه اصلی وی به گویندگی و ایفای نقش در نمایشنامه‌های رادیویی است.

## زندگی‌نامه
علی‌اکبر میلانی در ۲۷ خرداد سال ۱۳۳۲ در قزوین به دنیا آمد. پدرش حاج محمد میلانی از کسبه خوشنام بازار قزون و مادرش بانویی فرهیخته از خانواده ای خوش ذوق و اهل هنر بود.
فعالیت‌های هنری جدی او از سال ۱۳۵۰ و با حضور در مرکز آموزش تئاتر فرهنگ و هنر قزوین آغاز شد و در این مرکز کلاس‌های بازیگری را زیر نظر رضا محمدی سپری نمود.
طی سال‌های ۱۳۵۱ تا ۱۳۵۶ همکاری با گروه‌های مختلف نمایشی در قزوین و ایفای نقش در نمایش‌هایی همچون: زیادی، حالت چطوره مش رحیم، سفر، استثناء و قاعده، صیادان، قصه غصه لیلا و معدنچیان، تجربه هنری ارزشمندی برای وی به همراه داشت.
از سال ۱۳۵۲ تا ۱۳۵۵ به صورت پاره وقت در مرکز تئاتر قزوین مشغول فعالیت بود. از طرفی برای امرار معاش و باتوجه به در اختیار داشتن مدرک تحصیلی فوق دیپلم در رشته ابزارسازی، در کنار فعالیت‌های هنری، در کارخانه‌های مستقر در شهر صنعتی قزوین مشغول بکار بود.
در سال ۱۳۶۰ به تهران مهاجرت نمود و با ایفای نقش در تئاتر فعالیت‌های هنری خود را جدی تر و حرفه ای تر دنبال نمود. در این دوران و تا سال ۱۳۸۷ در نمایش‌هایی چون پوست شیر، پریون، ساعت مکاشفه، چوبینه، گل و قداره، ایوانف، زائر، مرغابی وحشی، فصل خون و شکار روباه، با هنرمندان بنام آن دوران همکاری نمود. اما با وجود شرایط اقتصادی دشوار آن روزها، همچنان فعالیت در کارخانجات صنعتی برای گذران زندگی ادامه داد. عشق و علاقه بی پایان او به هنر نمایش، با وجود دشواری‌های امرار معاش در نهایت مسیر زندگی وی را به سمت فعالیت جدی و تمام وقت در عرصه هنر رهنمون شد.
علی‌اکبر میلانی از سال ۱۳۷۲ همکاری خود را با رادیو آغاز نمود و ایفای نقش در نمایش نامه‌های رادیویی جذابیت و کشش بیشتری در مسیر هنر برای او به همراه آورد به گونه ای که هم‌اکنون نیز بیشتر زمان فعالیت وی به ایفای نقش در نمایش نامه‌های رادیویی اختصاص دارد.
فعالیت او در تلویزیون نسبت به صحنه تئاتر و استودیوهای رادیویی کوتاهتر و کم دامنه تر بوده‌است. ماحصل فعالیت کوتاه‌تر او در تلویزیون، بازی در تله تئاترهای یک داستان و پشت پرده تخت طاووس و سریال‌های تلویزیونی مسافری از ری، مرگ تدریجی یک رؤیا، گل بارون زده، پهلوانان نمی‌میرند و جلال الدین است که از این میان سریالهای جلال الدین و پهلوانان نمی‌میرند با استقبال بیشتری در میان بینندگان و منتقدان مواجه شده‌اند.

## آثار

### تئاتر
| سال  | عنوان       | کارگردان      | نویسنده                                 |
| ---- | ----------- | ------------- | --------------------------------------- |
| ۱۳۷۸ | گل و قداره  | بهزاد فراهانی | برداشت آزاد از داش آکل نوشته صادق هدایت |
| ۱۳۸۷ | شکار روباه  | علی رفیعی     | علی رفیعی                               |
| ۱۳۹۰ | مشروطه بانو | حسین کیانی    | حسین کیانی                              |

### سینما
| سال  | نام فیلم                | کارگردان        |
| ---- | ----------------------- | --------------- |
| ۱۳۶۳ | گنج                     | محسن قصابیان    |
| ۱۳۷۹ | مسافر ری                | داوود میرباقری  |
| ۱۳۸۹ | آقا یوسف                | علی رفیعی       |
| ۱۳۹۳ | استراحت مطلق            | عبدالرضا کاهانی |
| ۱۳۹۳ | عصر یخبندان (فیلم ۱۳۹۳) | مصطفی کیایی     |
| ۱۴۰۰ | ستون ۱۴                 | امیرحسین همتی   |

### تلویزیون
| سال  | نام اثر                       | کارگردان                 |
| ---- | ----------------------------- | ------------------------ |
| ۱۳۷۴ | تله تئاتر پشت پرده تخت طاووس  | محمد رحمانیان            |
| ۱۳۷۶ | پهلوانان نمی‌میرند             | حسن فتحی (کارگردان)      |
| ۱۳۷۹ | مینی سریال مسافر ری (۵ قسمتی) | داوود میرباقری           |
| ۱۳۸۵ | سریال مرگ تدریجی یک رؤیا      | فریدون جیرانی            |
| ۱۳۸۶ | سریال گل بارون زده            | عباس رنجبر               |
| ۱۳۹۳ | جلال‌الدین (مجموعه تلویزیونی)  | شهرام اسدی و آرش معیریان |